# 4-varietat
En topologia, una  4-varietat  és una varietat topològica de 4 dimensions. Una 4 - varietat diferenciable és una 4-varietat amb una estructura diferenciable. En dimensió 4 hi ha un notable contrast amb dimensions més baixes, les categories topològiques i diferenciables no són equivalents. És a dir, hi ha 4-varietats que no admeten estructures diferenciables i altres que admeten diverses. Hi ha 4-varietats que són homeomorfes però no difeomorfes.